# Streets of Rage (серія відеоігор)
Streets of Rage (в Японії також відома як Bare Knuckle) — серія відеоігор у жанрі бійок (beat 'em up), створена компанією Sega. Перша гра серії була випущена в 1991 році, а її успіх призвів до створення декількох продовжень та адаптацій для різних ігрових консолей.
Сюжет зосереджений на боротьбі кількох колишніх поліцейських, які стали борцями за справедливість, із кримінальним синдикатом, що захопив владу в вигаданому американському місті Вуд-Оук-Сіті.
Перші три гри франшизи були розроблені та випущені компанією Sega для приставки Sega Genesis на початку 1990-х років, і згодом неодноразово перевидавалися на різних платформах. Четверта частина вийшла у 2020 році.
Ігри були добре прийняті як критиками, так і гравцями, та неодноразово перевидавалися як у збірках, так і окремо. Саундтреки в стилі електронної танцювальної музики, написані головним чином Юдзо Коширо та Мотохіро Кавасімою, також здобули чимало схвальних відгуків.

## Огляд
Streets of Rage входить у число класичних представників бійкових ігор, де гравець керує персонажем, який просувається вперед по рівнях і бореться з ворогами. Гра спроєктована для одного або багатьох гравців, що дозволяє спільно пройти історію.

## Історія серії

### Оригінальна трилогія
Три гри серії були випущені в період з 1991 по 1994 рік. Перша частина, Streets of Rage, зосереджена на колишніх поліцейських — Акселі Стоуні, Блейз Філдінг та Адамі Гантері, які ведуть боротьбу з кримінальним босом містером Ікс. Це єдина гра оригінальної серії, яка має спеціальну атаку в стилі Shinobi, що знищує всіх ворогів на екрані (крім босів). Streets of Rage була випущена для консолей Sega Mega Drive/Genesis, Master System та Game Gear.
Друга частина серії, Streets of Rage 2, отримала нову музику (під впливом клубної музики початку 90-х) від композитора серії Юдзо Коширо та новачка Мотохіро Кавасімо, покращену графіку й ширший вибір бойових прийомів. Також були додані два нові персонажі: Едді «Скейт» Гантер і Макс Тандер. Як і оригінальна гра, Streets of Rage 2 була доступна на консолях Genesis, Master System та Game Gear.
Третя частина серії, Streets of Rage 3, була сприйнята менш позитивно, ніж попередні. Незважаючи на певні покращення, гру вважали надто схожою на другу частину. У цій грі з’явився складніший сюжет, поданий через катсцени. У західній версії було підвищено складність, а також змінено або цензуровано деякі елементи у порівнянні з японським релізом. Музику знову створили Коширо та Кавасіма, однак вона зазнала критики через радикальні відмінності від музики перших двох частин. На відміну від попередніх ігор, Streets of Rage 3 вийшла лише на Genesis.

### Пауза в серії
Попри те, що Streets of Rage була однією з найпопулярніших франшиз Sega у 1990-х роках, протягом понад 25 років після виходу Streets of Rage 3 жодної нової офіційної гри серії не було випущено (за винятком перевидань перших трьох частин у різних збірках ігор від Sega).
За повідомленнями, Sega намагалася відродити серію на консолі Saturn, а також на ранньому етапі розробки Dreamcast була створена демоверсія з робочою назвою Streets of Rage 4, яку розробляла студія Ancient. У ній демонструвався персонаж, схожий на Акселя, який б’ється з групою ворогів. Однак жодна з цих ігор для Saturn чи Dreamcast не була завершена й випущена. Згодом студія Backbone Entertainment представила Sega свою версію нової Streets of Rage, але цей проєкт також не отримав розвитку.
Було створено численні неофіційні фанатські проєкти та рімейки, зокрема Beats of Rage та Streets of Rage Remake. Останній проєкт стартував 17 березня 2003 року та об’єднав понад 20 розробників. Ведучий розробник, під псевдонімом «Bomber Link», заявив, що гра була створена з нуля, без використання реверс-інжинірингу. Streets of Rage Remake вийшла у квітні 2011 року у вигляді безкоштовного завантаження з форуму Bombergames для ПК на Windows. Через кілька днів після релізу Sega подала юридичну скаргу, вимагаючи припинення розповсюдження гри (cease and desist), звернувшись до форуму Bombergames. Після звернення Sega, сайт видалив посилання на завантаження гри та попросив учасників форуму не поширювати ігровий файл.

### Відродження
У 2015 році в кросовер-грі Project X Zone 2 з’явився Аксель Стоун як допоміжний персонаж (solo unit), а також робот-Аксель, одержимий містером Іксом, як бос (rival unit). Це стало першою новою появою персонажів Streets of Rage за понад 20 років.
Першою повноцінною новою частиною серії з часів Genesis стала Streets of Rage 4, анонсована у 2018 році й випущена у 2020 році. Події гри відбуваються через десять років після фіналу Streets of Rage 3. Гру розробили Lizardcube, Guard Crush Games та Dotemu — остання також відповідала за рімейк Wonder Boy III: The Dragon's Trap у 2017 році.
У рамках святкування 60-річчя компанії Sega було також випущено міні-гру Streets of Kamurocho, натхненну серією Yakuza / Like a Dragon. Гру розробила студія Empty Clip Studios, і вона була доступна лише для Windows через Steam у періоди з 17 по 19 жовтня та з 13 по 16 листопада 2020 року.
На церемонії The Game Awards 2023 Sega анонсувала нову гру серії Streets of Rage, а під час презентації для інвесторів було розкрито її назву — Streets of Rage: Revolution.

## Інші медіа-продукти

### Комікси
Три шестивипускові серії коміксів, заснованих на іграх Streets of Rage, виходили в журналі Sonic the Comic на початку 1990-х років (разом з іншими адаптаціями популярних франшиз Sega). Перші дві серії написав Марк Міллар, а третю (а також історію для Sonic the Poster Mag) — Найджел Кітчінг. Ці три історії мають альтернативну хронологію, відмінну від ігор, і не містять персонажа Адама. Графічна новела, що об’єднує перші шість випусків під назвою Streets of Rage: Bad City Fighters, була випущена у Великій Британії у 1994 році.
Перша історія, просто названа Streets of Rage (#7–12, 1993), розповідає про Акселя, Блейз і Макса, які залишають корумповану поліцію, щоб боротися зі злочинністю власноруч. Їхнім головним ворогом стає колишній напарник Макса — злочинний бос і майстер бойових мистецтв Гоук.
Наступна серія, Skates' Story (#25–30, 1994), вводить персонажа Скейт, зведеного сина Мерфі — друга Акселя та одного з небагатьох чесних копів. Після вбивства вітчима містером Іксом Скейт мимоволі приєднується до команди.
Третя і остання історія, The Only Game in Town (#41–46, 1994–1995), описує спробу Синдикату випустити армію вуличних банд на місто.
Також в Poster Mag #7 (1994) вийшла коротка історія The Facts of Life, у якій фігурують Аксель, Блейз, Скейт і Макс.

### Музика
Саундтреки ігор отримали високу оцінку критиків, і були випущені у вигляді альбомів. Музику написав Юдзо Коширо. У другій частині до нього приєднався Мотохіро Кавасіма, який створив кілька композицій, а також написав майже половину музики для третьої частини. Загалом було випущено три CD-саундтреки, які нині продаються за високими цінами на аукціонах і в японських магазинах.
Саундтреки здебільшого складаються з експериментальної електронної танцювальної музики на базі чиптюнів, включаючи жанри:
електро, хаус, техно, хардкор, джангл, ембієнт, брейкбіт, ґеббер, нойз і транс.
Музика створювалася за допомогою FM-синтезу чипів Yamaha YM2612 консолі Sega Mega Drive / Genesis та YM2608 комп’ютера NEC PC-88, використовуючи власну мову програмування Коширо — «Music Love», модифіковану версію Music Macro Language (MML).
Саундтреки отримали широке визнання критиків. GamesRadar вважає їх випередженням свого часу і одними з найкращих саундтреків до відеоігор усіх часів.
Streets of Rage 2 (1992) вважається революційною, зокрема через «поєднання сміливих хаус-синтів», «брудного» електро-фанку та «трансоподібної електроніки, яка б пасувала нічному клубу не менше, ніж відеогрі».
Streets of Rage 3 також оцінюють як випередження часу — за використання автоматично згенерованих випадкових секвенцій, експериментальних хардкорних і джангл-звучань, а також елементів трансу.
Музика серії вплинула на багатьох сучасних виконавців чиптюну, електроніки, ґрайму та дабстепу, зокрема:
Ikonika, BT, Labrinth, Martyn, Joker, Darkstar, Childish Gambino, та Danger.

### Новела
Новела за мотивами Streets of Rage 2 (разом із новелою за Street Fighter II) була написана Меттом Єо у 1993 році. Вона складається лише з 35 сторінок, базується на подіях другої гри серії і розповсюджувалась безкоштовно з журналом Sega Force у Великій Британії.

### Майбутні екранізації
Про повнометражний фільм та телесеріал за мотивами Streets of Rage було оголошено у 2016 році.
Сценарій для фільму напише Дерек Колстад, а продюсерами виступлять dj2 Entertainment та Escape Artists.
У листопаді 2022 року студія Lionsgate отримала права на екранізацію.

## Персонажі
| Герой/Героїня              | 1     | 2     | 3     | 4               |
| -------------------------- | ----- | ----- | ----- | --------------- |
| Аксель Стоун               | Так   | Так   | Так   | Так             |
| Адам Гантер                | Так   | Cameo | Cameo | Так             |
| Блейз Філдінг              | Так   | Так   | Так   | Так             |
| Макс Тандер                | Ні    | Так   | Cameo | Розблоковується |
| Едді «Скейт» Гантер        | Ні    | Так   | Так   | Розблоковується |
| Д-р. Ґілберт Зан           | Ні    | Ні    | Так   | Розблоковується |
| Шива                       | Ні    | Ворог | Так   | Розблоковується |
| Ру                         | Ні    | Ні    | Так   | Розблоковується |
| Чері Гантер                | Ні    | Ні    | Ні    | Так             |
| Флойд Ірая                 | Ні    | Ні    | Ні    | Так             |
| Естель Аґірре              | Ні    | Ні    | Ні    | DLC             |
| Abadede                    | Ворог | Ворог | Ні    | Ворог           |
| Mona & Lisa                | Ворог | Ні    | Ворог | Ворог           |
| Mr. X                      | Бос   | Бос   | Бос   | Бос             |
| Загалом ігрових персонажів | 3     | 4     | 6     | 10+1            |